# Massimo Arcangeli
Massimo Arcangeli (Roma, 17 luglio 1960) è un linguista, politico e sociologo italiano.

## Biografia
Docente di linguistica italiana ed ex preside della facoltà di Lingue e letterature straniere presso l'Università degli Studi di Cagliari, è autore di saggi e articoli scientifici e divulgativi.
È componente del collegio di dottorato in Linguistica Storica e Storia linguistica Italiana dell'Università La Sapienza di Roma. Collabora con l'emittente SAT 2000, con una rubrica di lingua, e con pubblicazioni e quotidiani (La Stampa, Il manifesto, L'Unità, Liberazione, L'Unione Sarda). Conduce un programma di lingua e cultura italiana per RAI International. Ha coordinato il progetto PLIDA per la Società Dante Alighieri.
È ideatore e direttore di Parole in cammino. Festival dell'italiano e delle lingue d'Italia.
Dirige le riviste LId'o. Lingua italiana d'oggi, edita da Bulzoni Editore, e Bollettino dell'atlante lessicale degli antichi volgari italiani, edita da Fabrizio Serra Editore.
Fra le collaborazioni quella con l'Istituto della Enciclopedia Italiana, la Società Dante Alighieri e il quotidiano La Repubblica (in particolare cura con Alessandro Aresti un blog dedicato alla lingua italiana).

### Attività politica
Alle elezioni politiche del 25 settembre 2022 si candida con Unione Popolare di Luigi de Magistris. Le battaglie politiche di Arcangeli si incentrano sulla scuola e in particolare sulla lotta al precariato.

## Opere
- Il glossario quattrocentesco latino-volgare della Biblioteca universitaria di Padova (ms. 1329), Accademia della Crusca, Firenze, 1997.
- La scapigliatura poetica «milanese» e la poesia italiana fra Otto e Novecento, Aracne, Roma, 2003.
- Lingua e società nell'era globale, Meltemi, Roma, 2005.
- Massimo Arcangeli, Osvaldo Duilio Rossi, Gli otto peccati capitali, Roma, 2006.
- Lingua e identità, Meltemi, Roma, 2007.
- Giovani scrittori, scritture giovani. Ribelli, sognatori, cannibali, "bad girls", Carocci, Roma, 2007.
- Il linguaggio pubblicitario, 2008.
- Massimo Arcangeli, Il Medioevo alle porte, Macerata, Liberilibri, 2009, ISBN 978-88-95481-47-0.
- L'italiano nella Chiesa fra passato e presente, a cura di Massimo Arcangeli, Torino/London/New York/Venezia, Allemandi, 2010.
- Itabolario. L'Italia unita in 150 parole, a cura di Massimo Arcangeli, Carocci, Roma 2011.
- Cercasi Dante disperatamente. L'italiano alla deriva, Carocci, Roma, 2012.
- Massimo Arcangeli, Stefania Rabuffetti, Orizzonti inVersi. Poesia di tutti, poesia per tutti, Aracne, Roma, 2014.
- Biografia di una chiocciola. Storia confidenziale di @, Castelvecchi, Roma, 2015.
- Peccati di lingua. Le 100 parole italiane del Gusto (a cura di), Soveria Mannelli (CZ), Rubbettino, 2015.
- Massimo Arcangeli, Edoardo Boncinelli, La forma universal di questo nodo. La cultura di Dante, Milano, Mondadori Education, 2015.
- Breve storia di Twitter, Roma, Castelvecchi, 2016.
- All’alba di un nuovo Medioevo. Comunicazione e informazione al tempo di internet, Roma, Castelvecchi, 2016.
- Massimo Arcangeli, con Valentino Selis Faccia da social. Nazi, webeti, pornogastrici e altre specie su Facebook, Roma, Castelvecchi, 2017.
- La solitudine del punto esclamativo, Milano, il Saggiatore, 2017.
- Massimo Arcangeli, Osvaldo Duilio Rossi, Fronte del porno. Il sesso occidentale. Cultura, lingua, rappresentazione dell'eros dagli albori a internet, Milano, FrancoAngeli, 2017.
- Massimo Arcangeli, Edoardo Boncinelli, Le magnifiche 100. Dizionario delle parole immateriali, Torino, Bollati Boringhieri, 2017.
- Massimo Arcangeli, Senza Parole Piccolo dizionario per salvare la nostra lingua, Milano, il Saggiatore, 2020.